# Franciscus van Voorst tot Voorst
Franciscus Antonius Josephus Carel van Voorst tot Voorst (ur. 19 maja 1884 w Malang, zm. 23 września 1955 w Roermond) – holenderski strzelec, olimpijczyk.
Brał udział w Letnich Igrzyskach Olimpijskich 1908. Wystąpił wówczas w dwóch konkurencjach: zajął 15. miejsce w trapie (ex aequo ze swoim bratem Eduardusem) oraz czwarte miejsce w trapie drużynowym.
Jego tytułem szlacheckim był „baron”.

## Wyniki olimpijskie
| Igrzyska | Konkurencja     | Wynik                                                        | Miejsce     | Źródło |
| -------- | --------------- | ------------------------------------------------------------ | ----------- | ------ |
| IO 1908  | Trap            | 47 punktów (19-13-15)                                        | 15T (na 31) | [ 1 ]  |
| IO 1908  | Trap, drużynowo | 174 punkty drużynowo (90-84) 34 punkty indywidualnie (18-16) | 4 (na 4)    | [ 2 ]  |